# Liste der Monuments historiques in Soisy-Bouy
Die Liste der Monuments historiques in Soisy-Bouy führt die Monuments historiques in der französischen Gemeinde Soisy-Bouy auf.

## Liste der Objekte
| Bezeichnung | Beschreibung           | Standort                     | Kennzeichnung | Schutzstatus | Datum | Bild           |
| ----------- | ---------------------- | ---------------------------- | ------------- | ------------ | ----- | -------------- |
| Taufbecken  | Stein, 18. Jahrhundert | in der Kirche St-Edme (Lage) | PM77002776    | Inscrit      | 1977  | weitere Bilder |